# Urspelerpes brucei
Urspelerpes brucei – gatunek niewielkiego płaza z rodziny bezpłucnikowatych (Plethodontidae) żyjącego na terenie Appalachów w północnej Georgii w Stanach Zjednoczonych. Dorosłe osobniki osiągają przeciętnie 25–26 mm długości. Urspelerpes brucei znacząco różni się od innych bezpłucnikowatych zarówno morfologicznie, jak i genetycznie, dlatego ustanowiono dla niego nową nazwę rodzajową Urspelerpes. Jest to pierwszy nowy rodzaj płaza opisany z terenów Stanów Zjednoczonych od 1961. Cechą odróżniającą U. brucei od innych przedstawicieli Plethodontidae jest występowanie dymorfizmu płciowego, przejawiającego się w różnicach w ubarwieniu. Mimo iż miniaturowe bezpłucnikowate cechują się redukcją liczby palców do czterech, u U. brucei stopa liczy pięć palców. Badania genetyczne wskazują na przynależność U. brucei do Spelerpini, stanowiącego takson siostrzany rodzaju Eurycea. Zmienność genetyczna pomiędzy Urspelerpes brucei a Eurycea wynosi 4,7% i jest jedną z wyższych wśród rodzajów bezpłucnikowatych z podrodziny Spelerpinae. Urspelerpes brucei zdaje się być gatunkiem rzadkim i wymagającym działań ochronnych.